# Термопаста
Термопаста — шар теплопровідного матеріалу (зазвичай багатокомпонентного) між охолоджуваною поверхнею і пристроєм відведення тепла. Найпоширенішим типом термоінтерфейсу є теплопровідні пасти.

## Типи термопасти
Теплопровідні композити застосовуються при виробництві електронних компонентів, в теплотехніці та вимірювальній техніці, а також при виробництві радіоелектронних пристроїв з високим тепловиділенням. Термоінтерфейс має наступні форми:
- Теплопровідні пастоподібні сполуки;
- Полімеризовані теплопровідні сполуки;
- Теплопровідні клеючі суміші;
- Теплопровідні прокладки;
- Припої й рідкі метали.

### Теплопровідні пасти

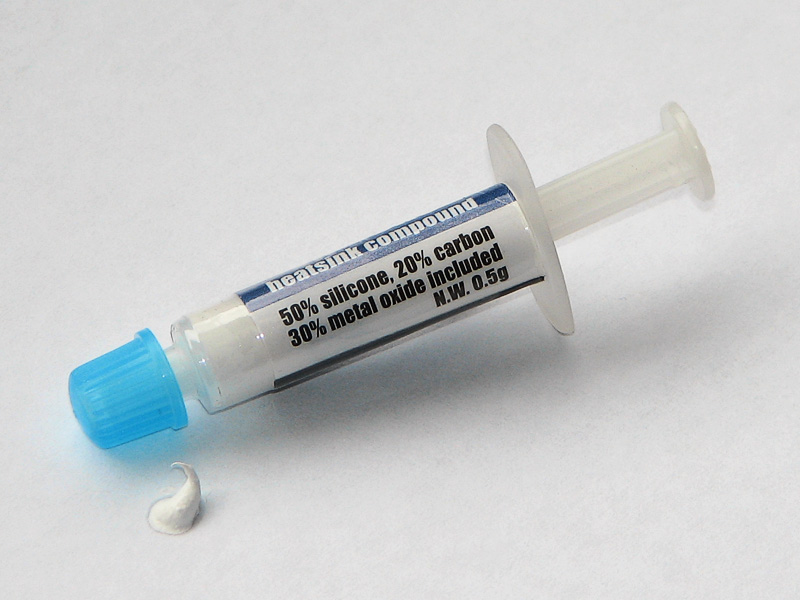
Шприц з термопастою

Теплопровідна паста (розм. термопаста) - багатокомпонентна пластична речовина з високою теплопровідністю, використовувана для зменшення термічного опору між двома дотичними поверхнями. Теплопровідна паста служить для заміни повітря, що знаходиться між поверхнями, на теплопровідну пасту з більш високою теплопровідністю.

#### Вимоги
Основні вимоги до термопровідних паст:
- Найменший тепловий опір;
- Стабільність властивостей з плином часу роботи та зберігання;
- Стабільність властивостей в робочому діапазоні температур;
- Зручність нанесення і легкість змивання;
- В деяких випадках до теплопровідних сполук пред'являються вимоги високих електроізоляційних властивостей.

#### Сполуки
При виготовленні термопровідних паст як теплопровідні компоненти використовуються наповнювачі у вигляді мікро- і нанодисперсних порошків та їх суміші:
- Металів (вольфрам, мідь, срібло);
- Мікрокристалів (алмаз);
- Оксиди металів (цинку, алюмінію та ін.);
- Нітридів (бору, алюмінію).

Як в'яжучі речовини використовуються мінеральні чи синтетичні масла, рідини та їх суміші, що мають низьку випаровуваність.
Існують теплопровідні пасти з полімеризацією на повітрі сполук. Іноді, з метою підвищення щільності, до їх складу додаються компоненти, що легко випаровуються. Вони дозволяють мати досить рідку теплопровідну пасту в процесі нанесення і високощільний термоінтефейс з високою теплопровідністю. Такі теплопровідні сполуки зазвичай виходять на максимальну теплопровідність протягом 5—100 годин роботи в штатному режимі (конкретні значення в інструкції з застосування).
Існують термопровідні пасти на основі рідких металів (при 20-25°C), що складаються з чистих Індію і Галлію і сплавів на їх основі.

#### Використання
Термопаста використовується в електронних пристроях як термоінтерфейс між тепловиділяючими елементами й пристроями відводу тепла від них. (Наприклад між процесором і кулером). Головна вимога при застосуванні теплопровідної пасти — мінімальна товщина її шару. Для цього при нанесенні теплопровідних паст необхідно керуватися рекомендаціями виробника. Невелика кількість пасти, нанесена на область теплового контакту, скріплюється  при стисненні поверхонь один до одного. При цьому паста заповнює дрібні поглиблення в поверхнях і витісняє повітря, що володіє вкрай низькою теплопровідністю. Процесор (або гарячу мікросхему) охолоджує металевий радіатор та потік повітря який йде з вентилятора. Увага, термопаста лише проводить тепло від нагрітої мікросхеми до самого радіатора. До того ж проводить з відносно невеликою ефективністю. А тому в терморегуляції термопаста дає лише 10-20% від загальної ефективності охолодження.
Інші випадки застосування
Термопаста використовується при охолодженні вузлів електроніки має тепловиділення більше допустимого для даного типу корпусу: силових транзисторів і мікросхем живлення (ключах) в імпульсних блоках живлення, і блоках рядкової розгортки телевізорів з кінескопом (електронно-променевою трубкою).

### Теплопровідні клеї
Застосовується у випадку, якщо неможливе використання теплопровідної пасти (через відсутність кріплення), для монтажу тепловивідної арматури до процесора, транзистору і т. ін.. Це нерозбірне з'єднання і вимагає дотримання технології склеювання. У разі її порушення можливе збільшення товщини термоінтерфейсу і погіршення теплопровідності з'єднання.

### Лютування
Набирає популярність термоінтерфейс заснований на спайці поверхонь легкоплавким металом. При правильному застосуванні такий метод дає рекордні параметри питомої теплопровідності, проте має безліч обмежень і підводних каменів. У першу чергу проблемою є матеріал поверхонь і якість підготовки до монтажу. У виробничих умовах можливе паяння будь-яких матеріалів (деякі вимагають спеціальної підготовки поверхонь). У побутових умовах або в майстернях паянням з'єднуються мідні, срібні, золоті поверхні та інші добре піддатливі лудінню матеріали. Алюмінієві, керамічні та полімерні поверхні зовсім не придатні (а значить неможлива гальванічна ізоляція деталей).
Перед з'єднанням паянням, сполучні поверхні очищають від забруднень. Надзвичайно важлива якісне очищення поверхонь від всіх типів забруднень і слідів корозії, оскільки при низьких температурах флюси неефективні й не використовуються. Очищення виконується механічною зачисткою і видаленням забруднень розчинниками (наприклад спиртом), для чого в коробку з термоінтерфейсом часто вкладають жорстку губку і гігієнічну проспиртовану серветку. З цієї ж причини не можна працювати з термоінтерфейсом без рукавичок: жир вбиває якість паяння.
Власне паяння виконується нагріванням при заданому виробником термоінтерфейсу зусиллям з'єднання. При цьому деякі типи промислових термоінтерфейсів вимагають початкового розігріву обох спаюваних деталей до 60 ... 90 градусів Цельсія, що може представляти проблему для чутливих охолоджуваних електронних компонентів. Звичайно рекомендують робити попередній розігрів (наприклад феном) з подальшою остаточною спайкою саморозігріву пристрою.
На сьогодні термоінтерфейс такого типу пропонується у вигляді фольги зі сплаву з температурою плавлення трохи вище кімнатної (50 ... 90 град.Цельсія, наприклад сплаву Філдса) і у вигляді пасти металу з кімнатною температурою плавлення. Пасти складніші в застосуванні (їх необхідно ретельно вмазувати в спаювані поверхні). Фольга вимагає спеціального прогріву при монтажі.

### Ізолююча термопаста
Електрична ізоляція між елементами теплопередачі зазвичай використовується в силовій електроніці. Виконується за допомогою керамічних, слюдяних, силіконових або пластикових прокладок, підкладок, покриттів:
- Гнучкі прокладки з силіконових компаундів і тверді прокладки з кераміки;
- друковані плати з основою з алюмінієвого або мідного листа, покритого тонким керамічним шаром,  поверх якого нанесена мідна фольга доріжок. Такі плати, як правило, "односторонні" (фольга з одного боку), а другою стороною вони кріпляться до тепловідводу (радіатора).
- Повністю ізольовані силові компоненти (металевий тепловивід стандартних корпусів силових електронних компонентів покритий шаром епоксидного складу).

## Застосування
Нанесення, зняття термопасти виконується суворо за інструкцією виробника пристрою охолодження і термопасти.
Деякі типи термопасти є електропровідними, тому з ними потрібно проявляти особливу обережність (не допускати надлишків електропровідного матеріалу) при нанесенні на поверхню з метою недопущення небажаних і небезпечних електроз'єднань!

## Частота заміни
Частота заміни термопасти може залежати від наступних факторів: 
- Тип компонента
- Навантаження на компонент
- Виробник термопасти

В переважній більшості користувачам варто замінювати термопасту приблизно кожні 12-24 місяці. 